# دي غرافشاب
نادي دي غرافشاب هو نادي كرة قدم هولندي تأسس عام 1954 م ، لا يملك النادي اكثير من الإنجازات و اعتاد على الصعود و النزول بين الدرجات المختلفة لكنه يملك شعبيه في مدينة دويتنكيم ، ملعب النادي هو ملعب دي فايفربرغ الذي تأسس عام 1954 م ثم مر خلال العقود التالية لعدة عمليات تجديد وتوسعة كان أخرها في عام 2000 ويستع لحولي 11000 متفرج ، و اسم الملعب يعني جبل البحيرة و هو اسم فندق كان موجودًا في نفس مكان الملعب الحالي .